# Pretty Fly (for a White Guy)
Pretty Fly (for a White Guy) (englisch etwa für „Ziemlich flott (für einen weißen Kerl)“) ist ein Lied der US-amerikanischen Punk-Rock-Band The Offspring. Der Song ist die erste Singleauskopplung ihres fünften Studioalbums Americana und wurde am 9. November 1998 veröffentlicht.

## Inhalt
Pretty Fly (for a White Guy) handelt von einem weißen Möchtegern-Gangster, der sich die Hip-Hop-Kultur hinsichtlich Bekleidung und Verhalten kulturell aneignet, nicht weil er sie wirklich vertritt, sondern weil sie im Trend liegt und er sich dadurch stärker und cooler fühlt. So nutzt er sie zur Selbstdarstellung, nimmt eine falsche Identität an und bildet sich ein, dass er bei den Mädchen besser ankommt.
Teile des Refrains werden nicht von Dexter Holland, sondern von Chris Higgins, Nika Futterman und Heidi Villagran gesungen.

“Give it to me, baby!

Uh huh, uh huh!

And all the girlies say

I’m pretty fly for a white guy”

Das Intro aus den vier Nonsenswörtern „Gunter Glieben Glauten Globen“, die deutsch klingen sollen, ist an den 1983 erschienenen Song Rock of Ages von Def Leppard angelehnt. Sie werden anstelle des gängigen Anzählens („1, 2, 3, 4“) verwendet.

## Produktion
Das Lied wurde von dem Musikproduzenten Dave Jerden produziert und der Text vom The-Offspring-Sänger Dexter Holland geschrieben.

## Musikvideo
Das Musikvideo zu Pretty Fly (for a White Guy) wurde von dem US-amerikanischen Regisseur McG gedreht.
Es zeigt einen weißen Jugendlichen, gespielt von Guy Cohen, der typische Hip-Hop-Kleidung (weites T-Shirt, Baseballcap, Goldkette) trägt und in einem Lowrider durch die Stadt fährt, wobei er versucht, andere Jugendliche, vor allem Afroamerikaner, zu beeindrucken. So unterbricht er beispielsweise einen Breakdance-Auftritt und beginnt selbst zu tanzen, woraufhin er von einer Mädchengruppe weggetragen und auf einer Poolparty ins Schwimmbecken geworfen wird. Zwischendurch wird die Band gezeigt, die den Song in einem Raum mit Lichteffekten spielt. Als der Jugendliche schließlich völlig durchnässt wieder zu Hause ankommt, will ihn nicht einmal seine kleine Schwester umarmen.

## Single

### Covergestaltung
Das Singlecover ziert ein im Comicstil gezeichnetes Bild. Es zeigt eine gepiercte und tätowierte Person mit einem Anarchiezeichen auf der Kleidung, deren Fuß mit einer Kette an einen Leierkasten gebunden ist, der von einem Mann gespielt wird. Das Bild ist rot umrahmt und links auf dem Cover befinden sich die gelben Schriftzüge The Offspring und Pretty Fly (for a White Guy), jeweils von oben nach unten geschrieben.

### Titelliste
1. Pretty Fly (for a White Guy) (Album Version) – 3:08
2. Pretty Fly (for a White Guy) (The Geek Mix) – 3:07
3. Pretty Fly (for a White Guy) (The Baka Boys Low Rider Remix) – 3:01
4. All I Want (Live) – 2:02

### Chartplatzierungen
Pretty Fly (for a White Guy) stieg am 15. Februar 1999 auf Platz 30 in die deutschen Charts ein und erreichte drei Wochen später mit Rang 2 die höchste Position. Insgesamt konnte es sich 20 Wochen in den Top 100 halten, davon neun Wochen in den Top 10. In den deutschen Jahrescharts 1999 belegte die Single Platz 18. Besonders erfolgreich war der Song unter anderem im Vereinigten Königreich, in den Niederlanden, Schweden, Finnland, Norwegen und Australien, wo er die Chartspitze erreichte.
| ChartsChartplatzierungen       | Höchstplatzierung | Wochen |
| ------------------------------ | ----------------- | ------ |
| Deutschland (GfK)              | 2 (20 Wo.)        | 20     |
| Österreich (Ö3)                | 2 (18 Wo.)        | 18     |
| Schweiz (IFPI)                 | 4 (27 Wo.)        | 27     |
| Vereinigte Staaten (Billboard) | 53 (16 Wo.)       | 16     |
| Vereinigtes Königreich (OCC)   | 1 (13 Wo.)        | 13     |

| ChartsJahrescharts (1999)    | Platzierung |
| ---------------------------- | ----------- |
| Deutschland (GfK)            | 18          |
| Österreich (Ö3)              | 10          |
| Schweiz (IFPI)               | 16          |
| Vereinigtes Königreich (OCC) | 32          |

### Auszeichnungen für Musikverkäufe
Pretty Fly (for a White Guy) wurde 1999 für mehr als 250.000 Verkäufe in Deutschland mit einer Goldenen Schallplatte ausgezeichnet. Im Vereinigten Königreich erhielt es im Jahr 2016 für mehr als 600.000 verkaufte Einheiten eine Platin-Schallplatte. Mit mehr als 1,5 Millionen zertifizierten Verkäufen ist es die kommerziell erfolgreichste Single der Band.

| Land/Region                  | Auszeichnungen für Musikverkäufe (Land/Region, Auszeichnung, Verkäufe) | Verkäufe  |
| ---------------------------- | ---------------------------------------------------------------------- | --------- |
| Australien (ARIA)            | 4× Platin                                                              | 280.000   |
| Belgien (BRMA)               | Platin                                                                 | 50.000    |
| Dänemark (IFPI)              | Gold                                                                   | 45.000    |
| Deutschland (BVMI)           | Gold                                                                   | 250.000   |
| Frankreich (SNEP)            | Silber                                                                 | 125.000   |
| Italien (FIMI)               | Gold                                                                   | 25.000    |
| Neuseeland (RMNZ)            | Platin                                                                 | 30.000    |
| Niederlande (NVPI)           | Gold                                                                   | 50.000    |
| Norwegen (IFPI)              | 2× Platin                                                              | 40.000    |
| Österreich (IFPI)            | Gold                                                                   | 25.000    |
| Schweden (IFPI)              | 3× Platin                                                              | 90.000    |
| Spanien (Promusicae)         | Gold                                                                   | 30.000    |
| Vereinigtes Königreich (BPI) | Platin                                                                 | 600.000   |
| Insgesamt                    | 1× Silber · 5× Gold · 12× Platin ·                                     | 1.640.000 |

Hauptartikel: The Offspring/Auszeichnungen für Musikverkäufe